# San Miguel, Cuautitlán de García Barragán
San Miguel är en ort i Mexiko.   Den ligger i kommunen Cuautitlán de García Barragán och delstaten Jalisco, i den södra delen av landet, 500 km väster om huvudstaden Mexico City. San Miguel ligger 1 568 meter över havet och antalet invånare är 116.
Terrängen runt San Miguel är bergig norrut, men söderut är den kuperad. Runt San Miguel är det glesbefolkat, med 13 invånare per kvadratkilometer. Närmaste större samhälle är Las Maderas, 8,0 km sydost om San Miguel. I omgivningarna runt San Miguel växer i huvudsak lövfällande lövskog.